# 도다테 겐토
도다테 겐토(일본어: 土館 賢人, 1992년 8월 23일 ~ )는 일본의 축구 선수이다. 현재 J3리그의 YSCC 요코하마에서 뛰고 있다.

## 구단 경력
그는 2016년부터 2024년까지 J리그의 그루자 모리오카, YSCC 요코하마에서 활동하였다.